# Raymond Barre
Raymond Barre (Janot, 12 de abril de 1924, Páris — 25 de agosto de 2007) foi um economista e político francês. Ocupou o cargo de primeiro-ministro da França entre 26 de agosto de 1976 a 21 de maio de 1981, sob a presidência de Valéry Giscard d'Estaing, e vice-presidente da Comissão Europeia na Comissão Rey e na Comissão Malfatti.

## Vida
Professor universitário, foi Vice-Presidente da Comissão Europeia, responsável pela Economia e Finanças, de 1967 a 1973.
Em janeiro de 1976, sob a presidência de Valéry Giscard d'Estaing, foi nomeado ministro do Comércio Exterior no primeiro governo de Jacques Chirac, depois tornou-se primeiro-ministro . Implementa uma política monetária destinada a reduzir a pressão da moeda sobre os preços e uma política orçamental rigorosa face ao aumento da dívida. Ele renunciou após a vitória de François Mitterrand nas eleições presidenciais de 1981.
Candidato da UDF nas eleições presidenciais de 1988 , pelo qual foi o favorito nas pesquisas por um tempo, acabou ficando em terceiro lugar com 16,5% dos votos expressos, atrás de Jacques Chirac e François Mitterrand . Foi deputado do Ródano de 1978 a 2002 e prefeito de Lyon de 1995 a 2001.
Classificado na centro-direita e próximo da UDF, Raymond Barre é uma das raras figuras da política contemporânea a ocupar cargos tão elevados sem nunca ter sido filiado a um partido político.

## Governos

### Primeiro governo de Barre, 25 de agosto de 1976 - 30 de março de 1977
- Raymond Barre - Primeiro Ministro e Ministro da Economia e Finanças
- Louis de Guiringaud - Ministro das Relações Exteriores
- Yvon Bourges - Ministro da Defesa
- Michel Poniatowski - Ministro do Interior
- Michel d'Ornano - Ministro da Indústria e Pesquisa
- Christian Beullac – Ministro do Trabalho
- Olivier Guichard – Ministro da Justiça
- René Haby - Ministro da Educação
- Christian Bonnet - Ministro da Agricultura
- Jean-Pierre Fourcade - Ministro do Equipamento
- Robert Boulin - Ministro das Relações com o Parlamento
- Simone Veil – Ministra da Saúde
- Robert Galley - Ministro da Cooperação
- Pierre Brousse - Ministro do Comércio e Indústria Artesanal
- André Rossi – Ministro do Comércio Exterior
- Vincent Ansquer – Ministro da Qualidade de Vida
- Jean Lecanuet – Ministro do Planejamento

### Segundo governo de Barre, 30 de março de 1977 - 5 de abril de 1978
- Raymond Barre - Primeiro Ministro e Ministro da Economia e Finanças
- Louis de Guiringaud - Ministro das Relações Exteriores
- Yvon Bourges - Ministro da Defesa
- Christian Bonnet - Ministro do Interior
- René Monory – Ministro da Indústria, Comércio e Artesanato
- Christian Beullac – Ministro do Trabalho
- Alain Peyrefitte – Ministro da Justiça
- René Haby - Ministro da Educação
- Michel d'Ornano - Ministro da Cultura e Meio Ambiente
- Pierre Méhaignerie - Ministro da Agricultura
- Jean-Pierre Fourcade - Ministro de Equipamentos e Planejamento Regional
- Simone Veil – Ministra da Saúde e da Segurança Social
- Robert Galley - Ministro da Cooperação
- André Rossi – Ministro do Comércio Exterior

Mudanças
- 26 de setembro de 1977 - Fernand Icart sucede a Fourcade como Ministro do Equipamento e Planejamento Regional.

### Terceiro Governo de Barre, 5 de abril de 1978 - 21 de maio de 1981
- Raymond Barre - primeiro-ministro
- Louis de Guiringaud - Ministro das Relações Exteriores
- Yvon Bourges - Ministro da Defesa
- Christian Bonnet - Ministro do Interior
- René Monory – Ministro da Economia
- Maurice Papon – Ministro do Orçamento
- André Giraud – Ministro da Indústria
- Robert Boulin – Ministro do Trabalho e Participação
- Alain Peyrefitte – Ministro da Justiça
- Christian Beullac - Ministro da Educação
- Alice Saunier-Seïté – Ministra das Universidades
- Jean-Philippe Lecat - Ministro da Cultura e Comunicação
- Pierre Méhaignerie - Ministro da Agricultura
- Michel d'Ornano - Ministro do Meio Ambiente e Qualidade de Vida
- Jean-Pierre Soisson - Ministro da Juventude, Esportes e Lazer
- Fernand Icart – Ministro do Equipamento e Ordenamento do Território
- Joël Le Theule - Ministro dos Transportes
- Simone Veil – Ministra da Saúde e Família
- Robert Galley - Ministro da Cooperação
- Jacques Barrot - Ministro do Comércio e Indústria Artesanal
- Jean-François Deniau - Ministro do Comércio Exterior

Mudanças
- 29 de novembro de 1978 - Jean François-Poncet sucede Guiringaud como Ministro das Relações Exteriores.
- 4 de julho de 1979 - Jacques Barrot sucede a Veil como Ministro da Saúde e Previdência Social. Maurice Charretier sucede Barrot como Ministro do Comércio e Indústria Artesanal.
- 29 de outubro de 1979 - Jean Mattéoli sucede a Boulin como Ministro do Trabalho e Participação.
- 2 de outubro de 1980 - Joël Le Theule sucede Bourges como Ministro da Defesa. Daniel Hoeffel sucede Le Theule como Ministro dos Transportes. Michel Cointat sucede Deniau como Ministro do Comércio Exterior.
- 22 de dezembro de 1980 – Robert Galley sucede Le Theule (falecido em 14 de dezembro) como Ministro da Defesa.
- 4 de março de 1981 – Michel d'Ornano sucede Lecat como Ministro da Cultura. Ninguém sucede Lecat como Ministro das Comunicações.

## Publicações
- La Période dans l'analyse économique – une approche à l'étude du temps, SEDEIS, 1950
- Économie politique, Paris, Presses universitaires de France, Thémis économie, 1959
- Le Développement économique : analyse et politique, 1958
- Une politique pour l'avenir, Plon, 1981
- La Désinflation, Paris, Que sais-je ?, 1983
- Un plan pour l'Europe – la Communauté européenne, problèmes et perspectives, Presses universitaires de Nancy, 1984
- Réflexions pour demain, 1984, Pluriel ISBN 2010102673
- Au tournant du siècle, Plon, 1988
- Questions de confiance – Entretiens avec Jean-Marie Colombani, Flammarion, 1988
- Entretiens, collectif, 2001
- L'Expérience du pouvoir, conversations avec Jean Bothorel, Fayard, 2007 ISBN 2213630313.[7]